# Иллинойсский университет
Иллинойсский университет (англ. University of Illinois) — система государственных университетов в штате Иллинойс, состоящая из трёх кампусов: кампус в Урбане-Шампейне, кампус в Чикаго и кампус в Спрингфилде. В общей сложности в Иллинойсском университете обучается более 94 тыс. студентов.

## Система
Система университетов «Иллинойсский университет» включает три кампуса в американском штате Иллинойс: Урбана-Шампейн, Чикаго, и Спрингфилд. Кампус в Урбане-Шампейне известен также как «U of I», или «UIUC», в то время как кампус в Чикаго известен как «UIC», а кампус в Спрингфилде — как «UIS».
Система управляется Советом попечителей, состоящим из тринадцати членов: губернатор штата Иллинойс, девять попечителей, назначенных губернатором, и три студента, избранных на референдуме, по одному от каждого кампуса. Один из трех студентов-попечителей наделён правом голоса.
С момента основания в 1867 году университет сменил 20 президентов.

## Сообщество выпускников Университета
По общей статистике для всех трёх кампусов сообщество выпускников Иллинойсского университета является самым большим в мире, с начала своего существования университет выпустил более 600 000 студентов. Сообщество выпускников (UIAA) имеет офисы в каждом из трёх кампусов, а также отдельный Карьерный центр, который предлагает помощь по трудоустройству и продвижению для всех выпускников. В дополнение к мероприятиям, программам по награждению, а также группам выпускников по интересам, UIAA публикует материалы для поддержания связи выпускников с университетом и друг с другом. Он также координирует юридическую и туристическую программы для выпускников.